# Музей Родена (Филадельфия)
Музей Родена (англ. Rodin Museum) — художественный музей в Филадельфии (Пенсильвания, США), содержит вторую по величине после музея в Париже коллекцию работ скульптора Огюста Родена. Был открыт в 1929 году, находится в ведении Художественного музея Филадельфии. В музее хранится коллекция из почти 150 объектов, содержащих бронзовые, мраморные и гипсовые работы Родена.
В 2012 году музей вновь открылся после трехлетней реконструкции стоимостью 9 миллионов долларов, которая вернула его к первоначальному видению экспозиции работ Родена.

## История
Коллекция была собрана в 1923—1926 годах кино- и театральным магнатом Жюлем Мастбаумом (1872—1926) специально как дар городу Филадельфия. Всего за 3 года Мастбаум собрал крупнейшую вне Парижа коллекцию работ Родена. Она включает бронзовое литьё, гипсовые заготовки, печать, письма и книги. В 1926 году он заказал французским архитекторам Полю Кре и Жаку Греберу здание музея и сады. Музей открылся в 1929 году, уже после его смерти, но его вдова, Этта Уэделл Мастбаум, выполнила его поручение, и 29 ноября 1929 года музей был открыт. Управление собранием осуществляет Художественный музей Филадельфии.

## Коллекция
Коллекция музея включает 133 работы скульптора. Копия самой известной работы Родена, «Мыслителя» (1880—1882), встречает посетителей у входа в музей. Первоначально планировалось, что это будет одна из ста фигур для 550-сантиметровых «Врат ада». Роден работал над этим проектом для Музея декоративного искусства с 1880 года и до самой своей смерти.
В музее также представлены повторения других знаменитых работ Родена — таких, как «Поцелуй» (1886), «Вечная весна» (1884), «Бронзовый век» (1875—1876) и «Граждане Кале».
В 2019 году музей Родена организовал двухлетнюю специальную выставку «Переосмысление современного памятника» под кураторством Александра Кауффмана, в рамках которой 16 работ из Художественного музея Филадельфии были объединены с избранными скульптурами Родена. На специальной выставке были представлены бронзовые скульптуры Жана Арпа, Барбары Хепуорт, Жака Липшица, Марино Марини, Шаны Орлофф, Альберто Джакометти и других авторов.

Музей Родена
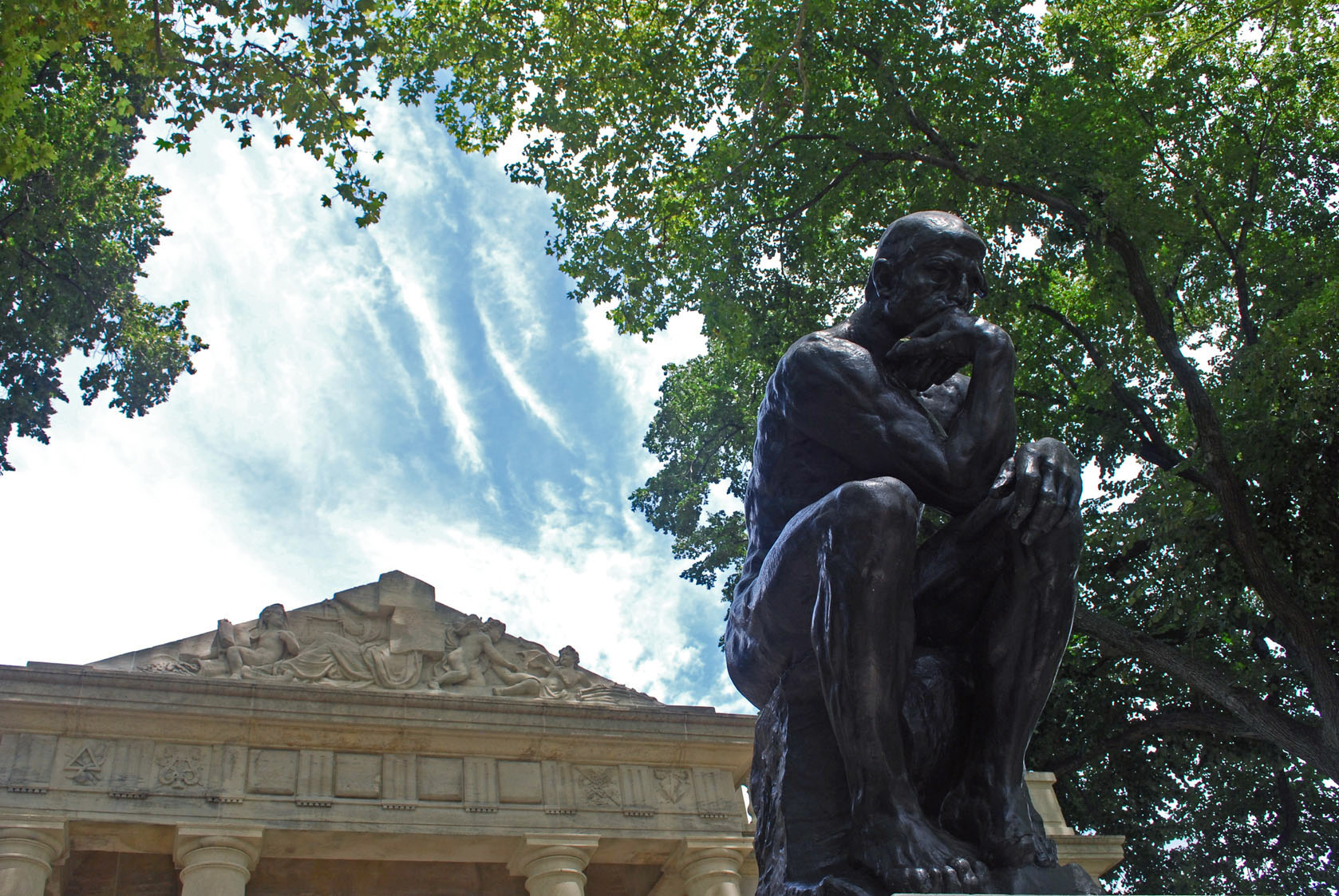
«Мыслитель»
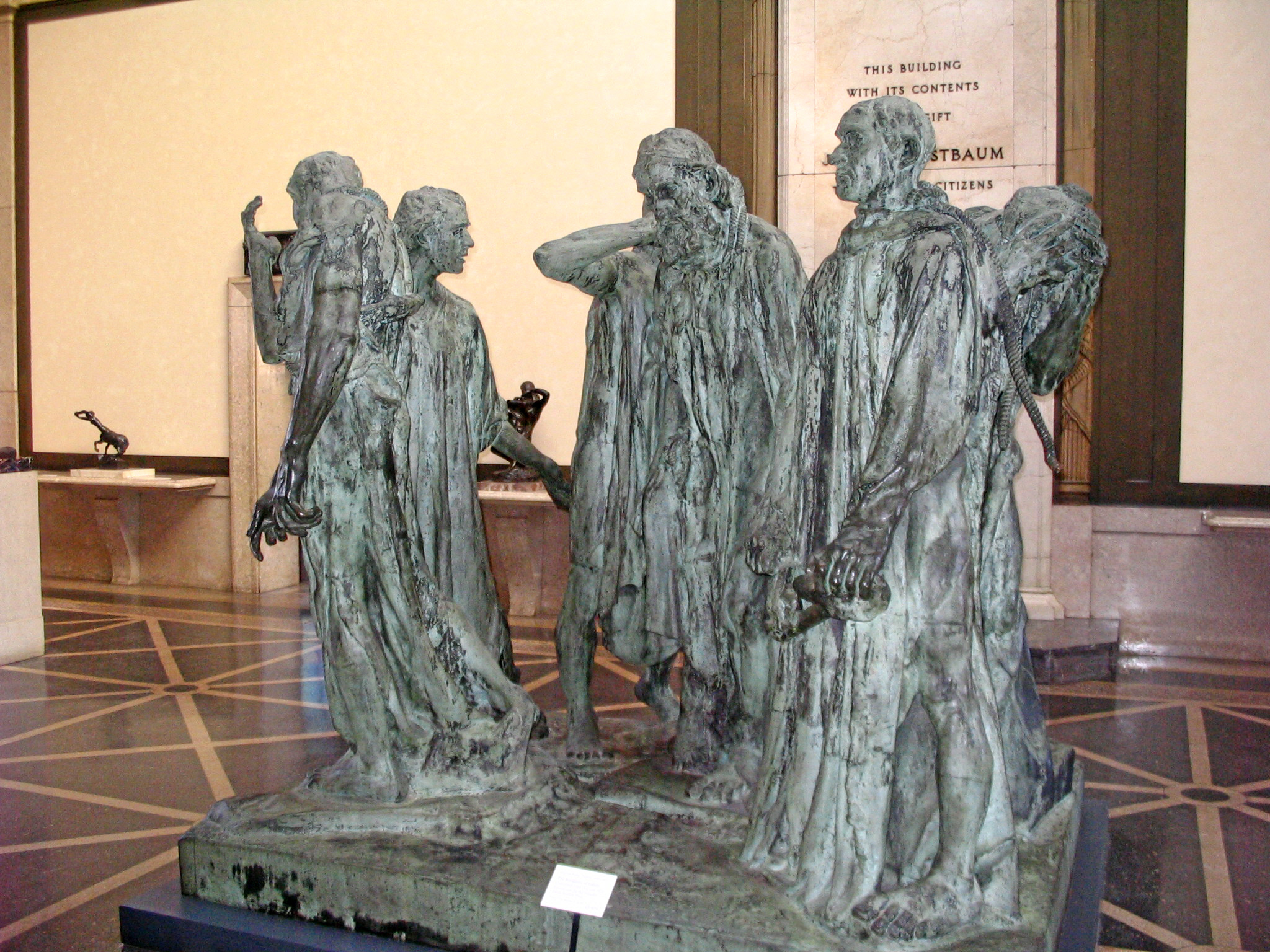
«Граждане Кале»
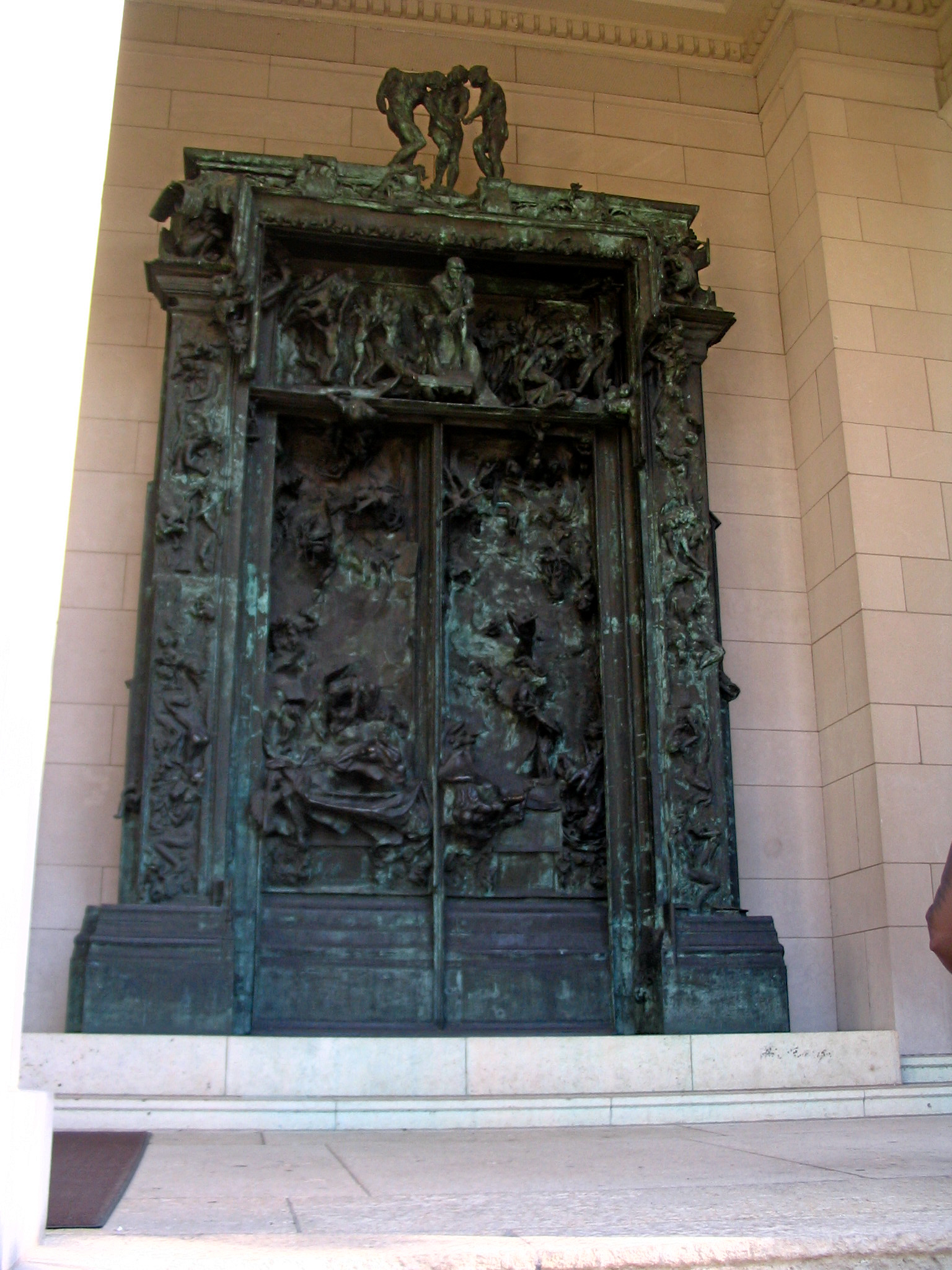
«Врата ада»
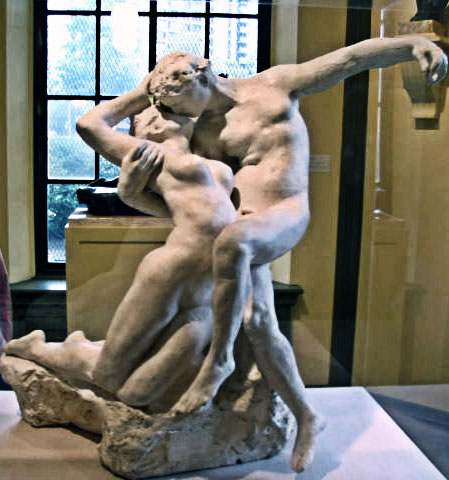
«Вечная весна»

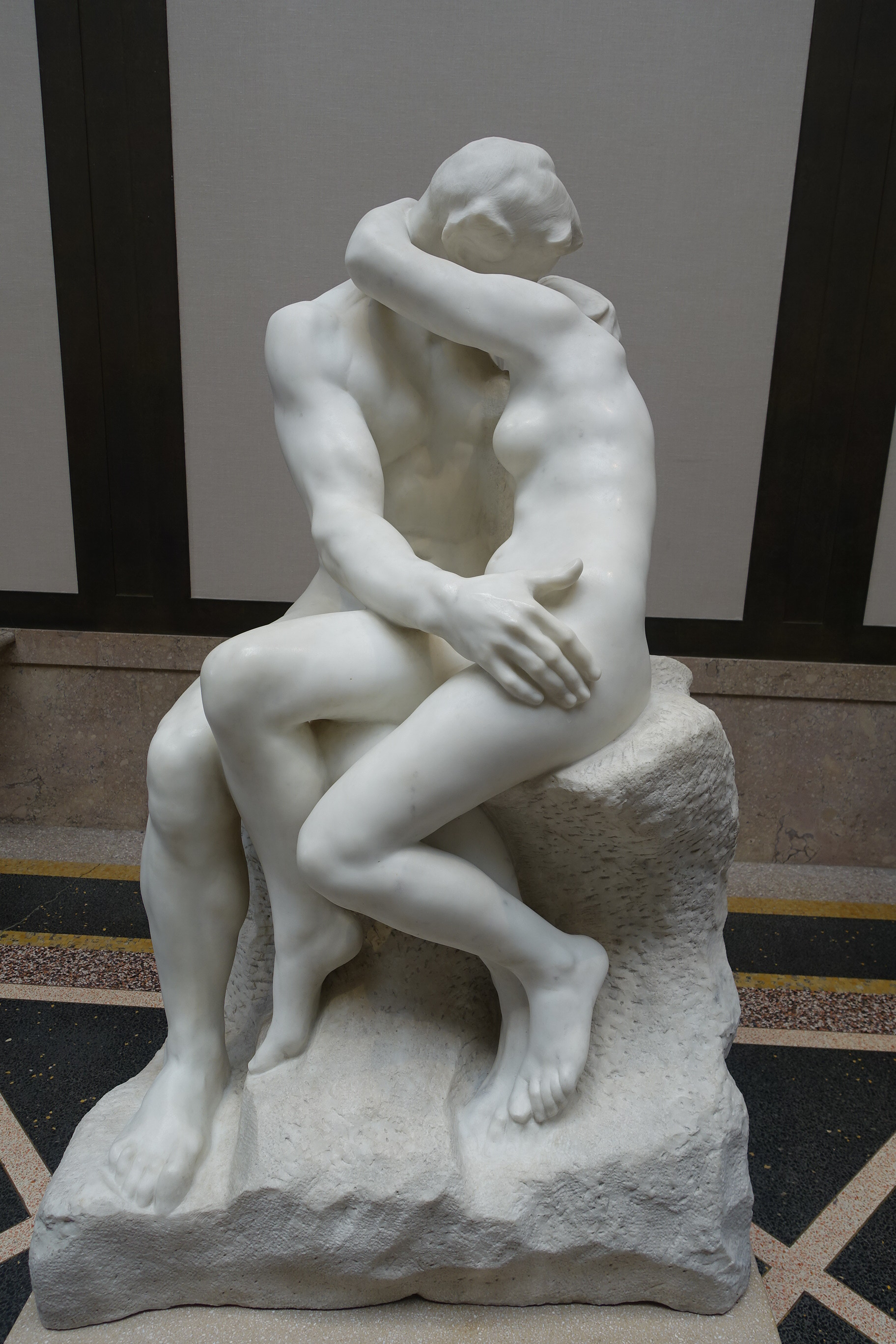
«Поцелуй»
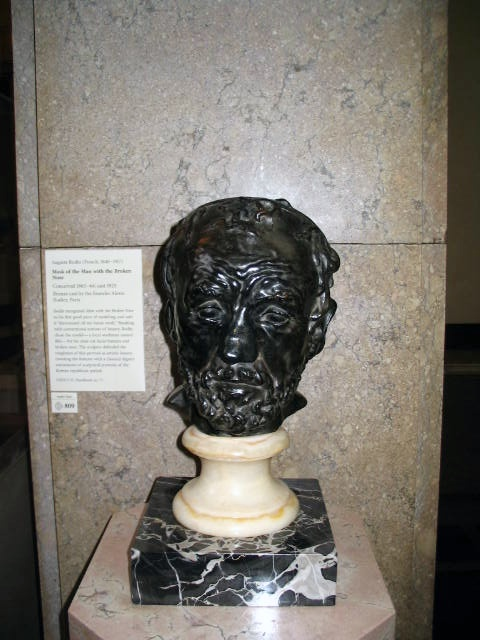
Человек со сломанным носом
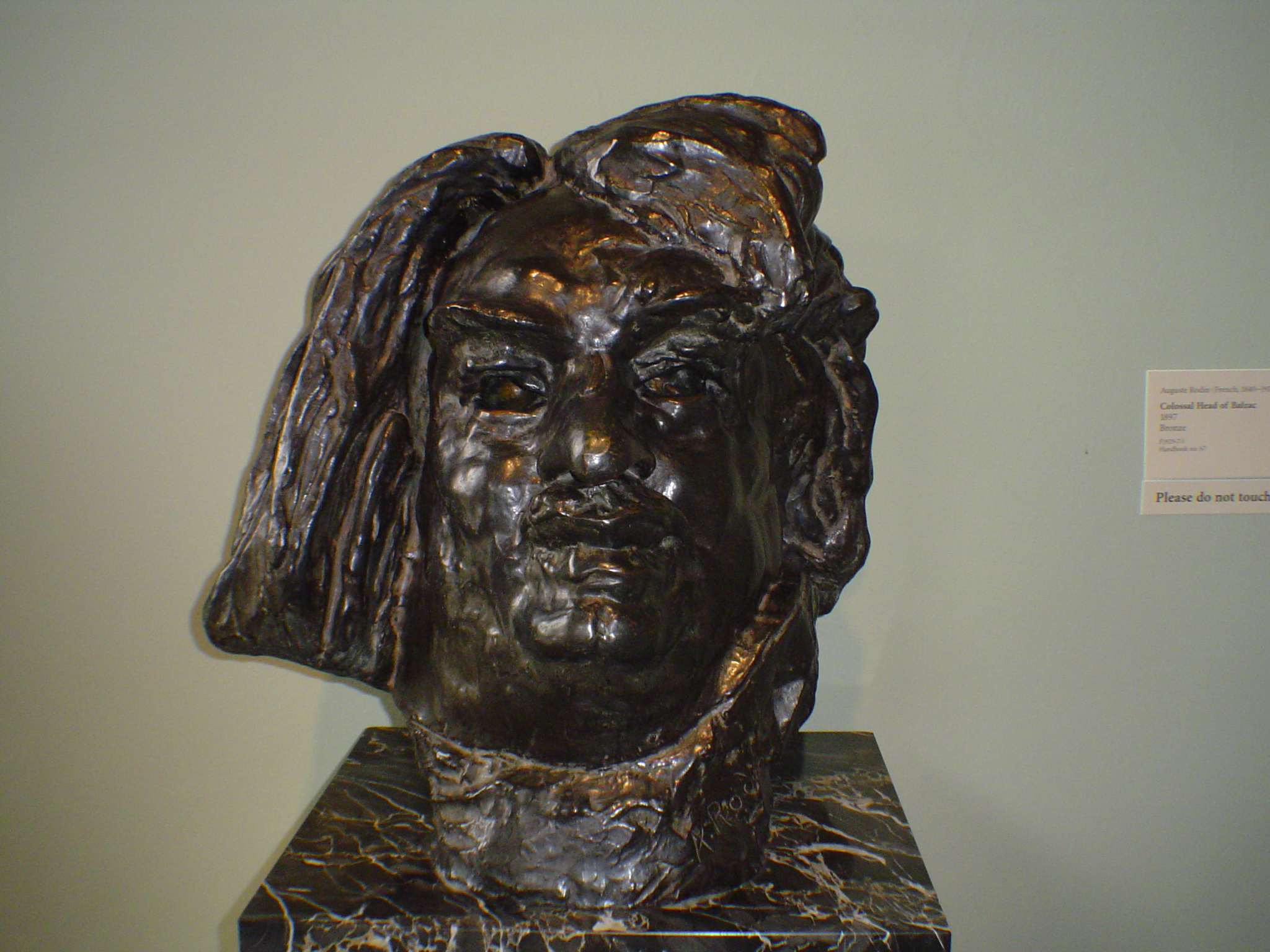
Гигантская голова Бальзака
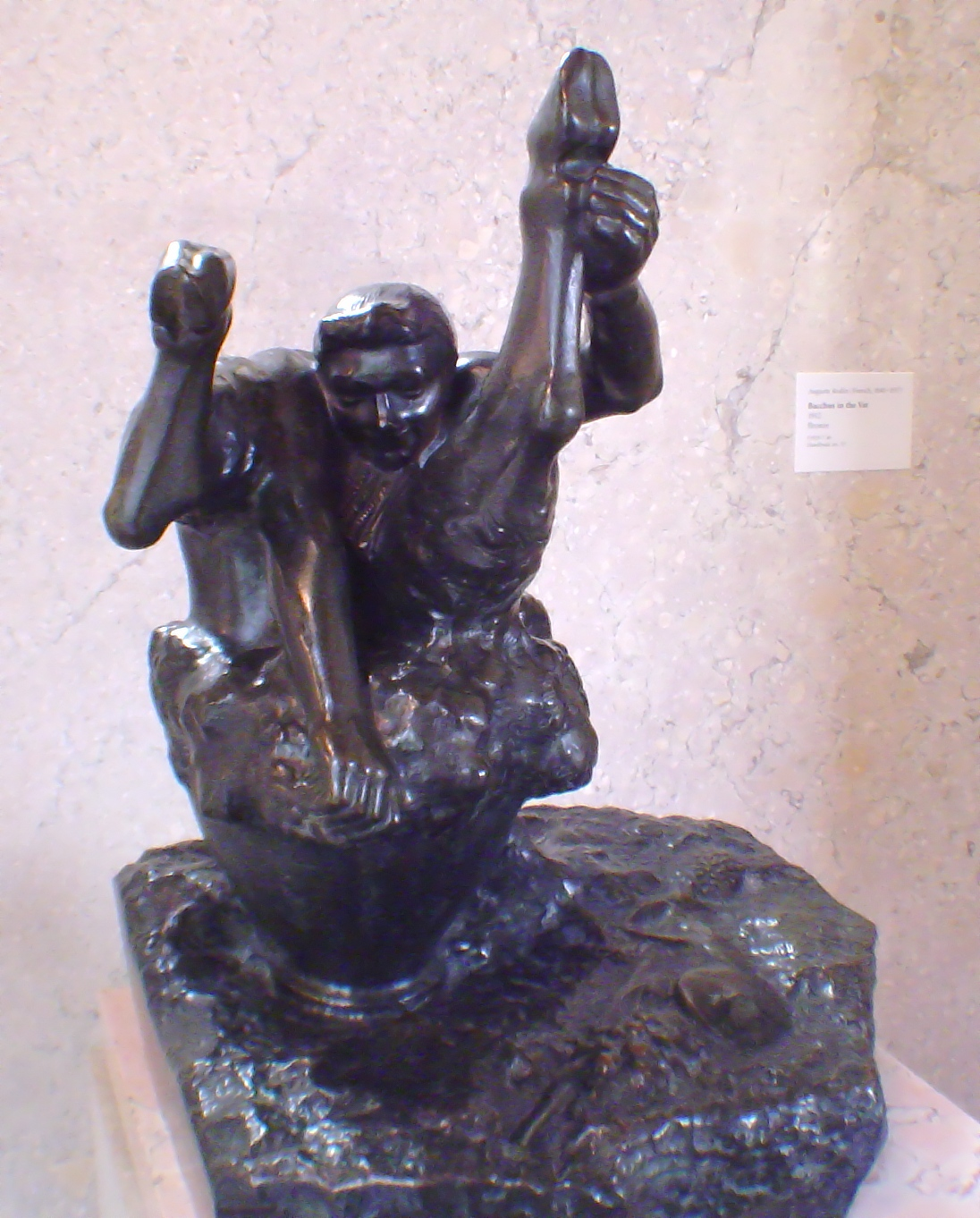
«Бахус в бочке»